# Sibnica (gmina Rekovac)
Sibnica (cyr. Сибница) – wieś w Serbii, w okręgu pomorawskim, w gminie Rekovac. W 2011 roku liczyła 212 mieszkańców.